# Hidetaka Miyazaki
Ne doit pas être confondu avec Hayao Miyazaki.
Pour les articles homonymes, voir Miyazaki (homonymie).
Hidetaka Miyazaki (宮崎 英高, Miyazaki Hidetaka), né le 19 septembre 1974 à Shizuoka, est un créateur japonais de jeux vidéo. Il est également le président de l'entreprise de développement de jeux vidéo FromSoftware. Il est notamment connu pour être l'auteur de la saga Dark Souls (2011-2016) et des jeux Bloodborne (2015) et Sekiro: Shadows Die Twice (2019). En 2022 sort Elden Ring qu'il conçoit en collaboration avec l'écrivain George R. R. Martin.

## Biographie
Miyazaki décrit sa jeunesse comme extrêmement pauvre dans la ville de Shizuoka, et il n'a pas de grandes ambitions dans la vie comme beaucoup de jeunes de son âge. Son seul passe-temps est la lecture des romans et mangas qu'il emprunte à la bibliothèque, ses parents étant trop pauvres pour les acheter. Beaucoup des romans qu'il lit sont en anglais et il ne maîtrise pas assez la langue pour comprendre certains passages. Il comble alors les lacunes en les imaginant à partir de ce qu'il a compris et des illustrations, une méthode qui l'inspirera dans sa carrière de concepteur de jeux. Ses parents lui ayant interdit de jouer aux jeux vidéo jusqu'à ce qu'il entre à l'université, il ne joue qu'à des livres dont vous êtes le héros comme Sorcellerie ! de Steve Jackson ou des jeux de rôle sur table comme Donjons et Dragons.
Miyazaki obtient un diplôme en sciences sociales à l'université Keiō de Tokyo et commence à travailler comme comptable chez Oracle,. Après avoir découvert le jeu Ico (2001), réputé pour son game design atypique et son onirisme, il se fait embaucher en 2004 chez FromSoftware. Il y débute comme développeur sur Armored Core: Last Raven (2005), puis devient directeur sur Armored Core 4 (2006) et Armored Core: For Answer (2008).
Alors que le développement d'un jeu de rôle d'action dans un univers fantasy est à la peine dans le studio, Miyazaki propose de reprendre le projet : Demon's Souls sort en 2009 et, après de premières ventes décevantes, acquiert peu à peu une bonne réputation. Miyazaki a alors plus de liberté pour développer son prochain jeu, Dark Souls (2011), qu'il ne considère pas comme une suite de Demon's Souls mais plutôt comme un « successeur spirituel ». Cette fois c'est un grand succès et cela lui permet d'être nommé président de FromSoftware en mai 2014,. Il n'est ensuite que superviseur pour Dark Souls II (2014) car il développe en parallèle Bloodborne (2015). Il revient toutefois à la réalisation pour Dark Souls III (2016), avec l'aide des directeurs Isamu Okano (Steel Battalion: Heavy Armor) et Yui Tanimura (Dark Souls II),. Considérant la série achevée, il l'annonce un mois après la sortie de ce troisième jeu.
Lors de la cérémonie des Golden Joystick Awards 2018 à Londres, Miyazaki  reçoit un Lifetime Achievement Award (en français, récompense pour l'ensemble de son œuvre) pour ses contributions à l'industrie du jeu vidéo. Le prix lui est remis par les auteurs de livres dont vous êtes le héros Ian Livingstone et Steve Jackson, deux de ses influences en matière de game design.
En 2018, Miyazaki se lance dans la réalité virtuelle avec Déraciné, un jeu d'aventure sur PlayStation VR. Il change de registre l'année suivante en se tournant vers le Japon féodal avec Sekiro: Shadows Die Twice.
Le 9 juin 2019, lors de la conférence Xbox à l'E3 2019, est annoncé Elden Ring, fruit de la collaboration entre Miyazaki et l'écrivain George R. R. Martin, auteur notamment de la saga Le Trône de fer. La nouvelle avait fuité dans la nuit du 7 au 8 juin à la suite d'une faille de sécurité survenue chez Bandai Namco Entertainment, éditeur du jeu. En 2023, et à la suite du succès mondial d'Elden Ring, Hidetaka Miyazaki est inclus dans la liste des 100 personnalités les plus influentes du monde publiée par le magazine TIME dans la catégorie "Innovateurs". Son travail sur Elden Ring a été récompensé par le prix Nebula du meilleur scénario pour un jeu 2022.

## Influences
Les influences de Miyazaki sont multiples. Il s'est inspiré des romanciers H. P. Lovecraft, Bram Stoker et George R. R. Martin,,, des concepteurs de jeux vidéo Fumito Ueda et Yūji Horii, et du mangaka Kentarō Miura, auteur de Berserk. On retrouve aussi des influences d'Ico, des premiers jeux Dragon Quest et des séries de jeux The Legend of Zelda, et King's Field. S'y ajoutent des mangas tels que Saint Seiya, JoJo's Bizarre Adventure et Devilman, des livres dont vous êtes le héros comme Sorcellerie ! et des jeux de rôle sur table comme Donjons et Dragons et RuneQuest,,. Miyazaki s'inspire des architectures asiatique et européenne et les utilise souvent comme moyen de narration,,. Il a déclaré que la psychologie, la sociologie et l'histoire de l'humanité ont également influencé sa manière de concevoir le game design. La mécanique multijoueur de la série Souls a été inspirée par son expérience personnelle, et donne naissance au système multijoueurs interconnectés de la série, essayant d'imiter ce même sentiment de coopération anonyme face à l'adversité.

## Des jeux réputés exigeants
Les jeux de Miyazaki, et en particulier la série des Souls, sont connus pour leur grande difficulté ainsi que pour leur narration visuelle et environnementale forte. De plus, une caractéristique forte des jeux de Miyazaki est la narration par l'objet puisqu'une grande partie de la compréhension de l'univers du jeux passe par la description des objets que l'on ramasse au fur et à mesure que l'on progresse dans l'aventure.

## Jeux produits
| Année | Titre                     | Rôle                    |
| ----- | ------------------------- | ----------------------- |
| 2005  | Armored Core: Last Raven  | Planificateur           |
| 2006  | Armored Core 4            | Réalisateur             |
| 2008  | Armored Core: For Answer  | Réalisateur             |
| 2009  | Demon's Souls             | Réalisateur             |
| 2011  | Dark Souls                | Réalisateur, producteur |
| 2014  | Dark Souls II             | Superviseur             |
| 2015  | Bloodborne                | Réalisateur             |
| 2016  | Dark Souls III            | Réalisateur             |
| 2018  | Déraciné                  | Réalisateur             |
| 2019  | Sekiro: Shadows Die Twice | Réalisateur             |
| 2022  | Elden Ring                | Réalisateur             |